# Manuel José de Amunátegui
Manuel José de Amunátegui fue un abogado y político peruano. 
(Su apellido está escrito "Amunátegui" en alguna literatura peruana, pero su nombre real era Arrunátegui.)
Se le atribuye la autoría de un documento denominado Reflexiones políticas escritas baxo el título de instinto común; traducidas abreviadamente por Ancelmo Nateiu, indígena del Perú que vendría a ser una obra resumida del ensayo Common Sense del autor inglés Thomas Paine de 1776. Desafortunadamente, la atribución es errónea. Arrunátegui era cura de Frías en Piura. La traducción del "Instinto común" de Thomas Paine fue obra del radical político peruano Vicente Pazos Kanki. El manuscrito original de 1811 con una nota que lo vincula a Pazos Kanki y a Buenos Aires (donde vivía el traductor en ese momento) fue encontrado en 1953 en la Biblioteca Nacional de Bolivia en Sucre. La creencia errónea de que fue traducida por Arrunátegui se originó con Alberto Tauro, y se ha repetido el error en la literatura académica peruana y estadounidense.
Arrunátegui fue miembro del Congreso Constituyente de 1822 por el departamento de La Libertad.
Dicho congreso constituyente fue el que elaboró la primera constitución política del país.